# Maladie de Köhler-Mouchet
 Mise en garde médicale
La maladie de Köhler-Mouchet est une ostéochondrite atteignant l'os naviculaire décrite pour la première fois en 1908 par le radiologue allemand Alban Köhler (1874–1947).
La maladie touche habituellement l'enfant entre quatre et six ans avec une prédominance masculine. Elle se manifeste par des douleurs du médio-pied.
Toutânkhamon en aurait été atteint.
En radiographie conventionnelle la maladie se traduit par une condensation puis un aplatissement du naviculaire.